# Simplicidad divina
En el ámbito de la teología, específicamente en el contexto del teísmo clásico, la doctrina de la simplicidad divina establece que Dios no posee partes. La idea general de la divina simplicidad se puede resumir en el siguiente concepto: el ser de Dios es idéntico a los atributos de Dios. En otras palabras, características tales como omnipresencia, bondad, verdad, eternidad, etc. son idénticas a su ser, no cualidades que conforman su ser. Tomás de Aquino considera central la doctrina de la simplicidad divina: “Si uno concede la simplicidad de Dios, entonces también tiene que conceder una gran cantidad de otros atributos divinos: inmaterialidad, eternidad, inmutabilidad, no tener potencialidades no realizadas, etc.”
Durante la Edad Media “los teólogos, judíos, cristianos y musulmanes por igual, al desarrollar su doctrina de Dios, dieron una extraordinaria importancia al atributo de la simplicidad”, especialmente durante el apogeo de la escolástica, aunque los orígenes de la doctrina se remontan al pensamiento griego antiguo, encontrándose ya el concepto en Las Enéadas de Plotino.

## En la concepción cristiana
En la concepción cristiana, Dios al ser un ser simple no es divisible; Dios es simple, no compuesto, no está formado a partir de una acumulación de partes. En otras palabras, las características de Dios no son partes de Dios que juntas conforman lo que Dios es. Porque Dios es simple, sus propiedades son idénticas a sí mismo, y por lo tanto Dios no posee bondad, sino que simplemente es bondad. En el cristianismo, la simplicidad divina no niega que los atributos de Dios son distinguibles; por lo tanto no contradice la doctrina aquel que dice por ejemplo, que Dios es tanto justo como misericordioso. Sobre la base de esta idea, Santo Tomás de Aquino para cuyo sistema de pensamiento la idea de la simplicidad divina es importante, escribió en Summa Theologiae que porque Dios es infinitamente simple, él solo puede ser imaginado por una mente finita como si él fuera infinitamente complejo.
Cuando la teología se ajusta a esta doctrina, se distinguen varios modos de simplicidad mediante sustracción de los varios tipos de composición del significado de los términos que se utilizan para describir a Dios. Por lo tanto, en términos cuantitativos o espaciales, Dios es simple en contraposición a estar formado por una agregación de partes: él está presente en su totalidad donde quiera que se haga presente. En cuanto a sus esencias, Dios es simple en contraposición a estar formado de forma y materia, o cuerpo y alma, o mente y acto, y así sucesivamente: si se hacen distinciones al referirse a los atributos de Dios, estas son distinciones sobre los "modos" en que Dios es, en lugar de divisiones reales o esenciales. Y por lo tanto, en términos de sujetos y accidentes, como en la frase "bondad de Dios", la simplicidad divina permite que exista una diferencia conceptual entre la persona de Dios y el atributo personal de bondad, pero la doctrina no permite que la identidad o "el carácter" de Dios sea dependiente de la bondad, la doctrina sin embargo también establece que es imposible considerar la bondad de la que Dios participa en forma separada de la bondad que Dios es en sí mismo.
¿Qué significa, a fin de cuentas, que Dios es absolutamente simple? Significa que no es cuerpo sino espíritu y, por tanto, es su propia esencia. Pero, además, porque es el espíritu supremo, su esencia se identifica con su propio ser, es el ser subsistente. Esto comporta, en el orden substancial, que no se encuentra en ningún género, por lo que no puede ser definido, y en el orden accidental, que es todo lo que tiene y no adquiere nada que no tenga. Todo lo dicho excluye, además, la hipótesis de que Dios entre en composición con otros seres. Esta absoluta simplicidad de Dios muestra toda su plenitud en la explicitación de los otros atributos entitativos y operativos. Ella le conviene por igual al Padre, al Hijo y al Espíritu Santo. Ella es realmente cada una de las personas divinas que se distinguen entre sí, no por una realidad absoluta (un atributo como la sabiduría o la bondad) sino por sus referencias mutuas (la paternidad, la filiación, la espiración). Es lo que deberemos profundizar al momento de estudiar la vida trinitaria. Este breve recorrido por las composiciones que se remueven del ser de Dios ha sido el ejercicio fundamental de la teología negativa que nos ha permitido reconocer mejor la santidad de Dios, su trascendencia respecto de las criaturas que, como dice Alejandro de Hales, no lo excluye de ellas, así como su presencia en cada una de ellas no lo incluye como la parte en el todo.